# 배반자 상하이 박
"배반자 상하이 박"(Betrayer Shanghai Park)은 한국에서 제작된 임원직 감독의 1965년 영화이다. 태현실 등이 주연으로 출연하였고 홍성칠 등이 제작에 참여하였다.

## 출연

### 주연
- 태현실
- 박노식
- 장동휘
- 최성호

## 기타
- 조명: 장기종
- 미술: 홍성칠